# مهرجان الشعانبي للمسرح المعاصر
مهرجان الشعانبي للمسرح المعاصر هو تظاهرة ثقافية سنوية تأسست سنة 2014، تدور فعالياتها في مدينة القصرين التونسية. تمتد فعالياته من 20 إلى 27 مارس، وتتراوح فيه العروض بين الندوات الفكرية والعروض المسرحية والتنشيطية، بالإضافة إلى الورشات التكوينية.. يشرف على المهرجان المركز الدولي للفنون المعاصرة بالقصرين.

## الدورة الحالية
إفتتح المهرجان دورته الثانية تحت شعار كلنا درع للوطن، وانطلقت الدورة الثانية من المهرجان تزامناً مع الذكرى 59 لإستقلال تونس، وتنتهي فعالياته في السابع والعشرين من مارس الجاري الذي يوافق اليوم العالمي للمسرح.

## مواضيع ذات صلة
- قائمة المهرجانات في تونس
- جبل الشعانبي
- القصرين